# María Amparo Escandón
María Amparo Escandón (Ciudad de México, México, 19 de junio de 1957) es una escritora bilingüe, autora de novelas de superventas, narrativa breve, guionista y productora cinematográfica, nacida en México y residente en los Estados Unidos.
Su aclamada obra ha sido reconocida por tratar temas de interés bicultural, específicamente, la experiencia de los emigrantes mexicanos a los Estados Unidos. Su narrativa se enfoca en las relaciones familiares, la sensación de pérdida, el perdón, la fe y el descubrimiento de sí mismo. Escandón explora las dinámicas de la lengua en las subculturas fronterizas, al igual que su evolución al spanglish, empleando su excepcional dominio del lenguaje y su oído agudo para el diálogo. Su innovador estilo se caracteriza por el uso de narración en voces múltiples. Sus historias, que capturan la realidad mágica manifestada en la vida diaria haciendo un despliegue de originalidad, humorismo y compasión desde una perspectiva femenina, la han colocado dentro del grupo de escritoras latinoamericanas más reconocidas. En la actualidad, su obra ha sido traducida a más de 21 idiomas y es leída en más de 85 países.

## Vida y educación
Su padre, Julio Escandón, fue contratista de obras; y su madre, María Amparo de Escandón, encabezó el Departamento de Capacitación Profesional de la Secretaría del Trabajo en México. La mayor de cuatro hijos, Escandón pasó de escuela en escuela en la Ciudad de México, siendo expulsada o transferida debido a problemas de conducta. Su vívida imaginación la condujo a mentir constantemente desde la edad de siete años, acarreándole repetidos conflictos escolares y familiares hasta que su abuela, María Amparo Obregón, le enseñó a distinguir la mentira del cuento: “Son lo mismo, sólo que uno duele y el otro entretiene. La diferencia radica en la intención. Decir mentiras está bien, siempre y cuando todos sepan que son inventadas”. Habiendo obtenido esta nueva autorización para mentir, Escandón empezó a escribir y descubrió un vehículo creativo para canalizar sus fantasías. A los trece, fue enviada durante un año a vivir en una zona rural de crianza de puercos en el estado de Minesota y descubrió el idioma inglés. A su regreso a México, leyó Cien años de soledad, de Gabriel García Márquez, y bajo esta influencia, inició su carrera como narradora.
Escandón estudió Comunicación en la Universidad Anáhuac y en la Universidad Nuevo Mundo de 1977 a 1982. Luego de un matrimonio breve con Luis Eduardo Gil, emigró a Estados Unidos, donde fue cofundadora de Acento, actualmente una de las agencias publicitarias hispanas independientes más grandes en la Unión Americana, junto con Benito Martínez-Creel, quien más adelante, se convertiría en su segundo esposo. Retornó a los estudios, en esta ocasión, en el área de artes plásticas, cursando Cerámica en el Otis College of Art and Design de Los Ángeles, California, de 1983 a 1985. En 1993, y luego de haber radicado en los Estados Unidos por diez años y publicado varios cuentos cortos en español, ingresó a un taller de creación literaria para principiantes en educación continua de UCLA (University of California Los Angeles) Extension, para aprender a escribir en inglés. Para 1994, solamente un año más tarde, fue invitada a formar parte del plantel docente, y desde entonces a la fecha, ha impartido las materias de Creación Literaria y Realismo Mágico en UCLA Extension.
Escandón tiene dos hijos con su exesposo, Benito Martínez-Creel (divorciados en 2006). Actualmente, radica en Los Ángeles, California y en la Ciudad de México con su compañero, Pedro Haas.

## Carrera literaria
María Amparo Escandón inició su carrera a principios de los años setenta, durante el boom latinoamericano. Su primer cuento corto fue publicado en 1973, en la revista literaria Plural. Tenía tan solo dieciséis años. La obra de maestros como Julio Cortázar, Octavio Paz, Carlos Fuentes, Juan Rulfo, Pablo Neruda, Mario Benedetti, Gabriel García Márquez y Alejo Carpentier, entre otros, influyó su quehacer literario. Convencida de que los hombres tenían más oportunidades de triunfar en el ámbito literario que las mujeres, sus primeros cuentos fueron escritos desde una perspectiva masculina. Fue hasta 1983, cuando se mudó a Los Ángeles y descubrió a escritoras como Toni Morrison y Sandra Cisneros, que se decidió a cambiar de perspectiva, enfocándose en asuntos pertinentes a las mujeres y a la experiencia México-americana en los Estados Unidos.
Ya viviendo en California, Escandón empezó a observar su cultura de origen a la distancia, permitiéndole una capacidad de análisis más profundo de las tradiciones más arraigadas, entre ellas, la particular manera del mexicano de practicar el catolicismo, influenciada por creencias prehispánicas; el papel de la mujer en la sociedad; la identidad femenina; la inmigración ilegal; las relaciones Estados Unidos - México; y la corrupción institucional; todos ellos, tópicos que surgirían tanto en sus trabajos de ficción como de no ficción. En 1999, escribió su primera novela, Esperanza's Box of Saints, publicada por Simon & Schuster, y su versión en español, Santitos, publicada por Plaza & Janés, ahora Random House. La novela trata acerca del temor universal de perder a un hijo, la búsqueda de identidad de una mujer y una travesía –tanto geográfica como espiritual– que lleva a su protagonista, Esperanza, a través de los más sórdidos burdeles desde México hasta Los Ángeles. Esperanza's Box of Saints ocupó el primer puesto en la lista de superventas del Los Angeles Times. Fue considerada “autora a seguir” en 1999 por la revista Newsweek, al igual que por el Los Angeles Times en el año 2000. Su segunda novela, González & Daughter Trucking Co., fue publicada en 2005 en inglés por Three Rivers Press y en español por Vintage Español bajo el título Transportes González e Hija. Se desarrolla en una prisión mexicana y en las carreteras estadounidenses. Trata acerca de las interrelaciones entre mujeres, el sentido de culpabilidad, el crimen, la pasión, la corrupción y el perdón dentro del contexto de una cultura fronteriza híbrida. En esta novela, Escandón se acerca a una temática personal, su relación con su padre, quien falleció a causa de un ataque cardíaco tres días después de que ella finalizara el manuscrito. Toca los temas de la actitud posesiva de los padres hacia los hijos y de los dobles estándares de género dentro de la sociedad mexicana. La novela es también un reflejo de la realidad lingüística de una California bicultural donde podemos apreciar la fusión del español y el inglés coloquial (spanglish), al igual que rasgos idiomáticos pertenecientes a diversas subculturas.
Además de impartir la cátedra de Creación Literaria en UCLA Extension, Escandón ha sido consultora para los talleres de guionismo Sundance Institute|Sundance Screenwriters Labs, efectuados en México y Brasil; al igual que para los talleres de ficción de la Fundación Contenidos de Creación en Barcelona; y participa como mentora en el programa para jóvenes escritores minoritarios emergentes. También es una de las integrantes iniciales de Frijolywood, la asociación oficial de cineastas mexicanos en Hollywood.

## Carrera fílmica
Escandón escribió el guion cinematográfico Santitos, basado en su novela Esperanza’s Box of Saints en el taller de guionismo Sundance Institute|Sundance Screenwriters Lab. El filme fue producido por John Sayles y dirigido en México por Alejandro Springall. El largometraje fue la tercera película mexicana más taquillera en México durante el año de 1999; y en enero de 2000, se estrenó exitosamente en España y Latinoamérica. A la fecha, la película ha sido acreedora a diversos reconocimientos en 14 festivales de cine a nivel mundial, entre ellos: el Latin Cinema Award en el festival Sundance Film Festival; mejor película en el Festival Internacional de Cine de Guadalajara; mejor actriz en el Festival de Cine Latinoamericano de Lima, Perú; mejor película en el Los Angeles Latino Film Festival, mejor actriz en el Festival International du Film d'Amiens; mejor película en el Santa Fe International Film Festival; gran premio del jurado en el Cartagena International Film Festival, mejor ópera prima en los Premios Heraldo de México; premio especial del jurado en el Rencontres Cinémas de Toulouse; y mejor ópera prima de la crítica francesa, Découverte de la Critique Française.
Recientemente, Escandón finalizó el guion cinematográfico basado en su novela González & Daughter Trucking Co. Actualmente, la película está bajo desarrollo en su propia casa productora, The Other Truth Productions.

## Carrera publicitaria
Escandón se inició como copywriter en 1982 en Gutiérrez Silva de la Ciudad de México, al tiempo que estudiaba su licenciatura en comunicación.  En 1983, se mudó a Los Ángeles, California, donde fue cofundadora de Acento, actualmente una de las 20 agencias publicitarias hispanas independientes más grandes en la Unión Americana, prestando sus servicios para el mercado latino en los Estados Unidos y para Latinoamérica en las áreas de creativo, planeación y compra de medios, producción, mercadeo directo, relaciones públicas y comunitarias, promociones, eventos y entretenimiento, entre otros. Luego de haber vendido su parte de Acento en 2009 y habiendo cumplido con un acuerdo de no-competencia durante tres años, fundó Leagas Delaney America en 2012, una operación conjunta con Leagas Delaney LTD, una agencia de publicidad basada en Londres, propiedad de, y operada por, Tim Delaney y Margaret Johnson OBE. La agencia –establecida en 1980–, se ha dado a conocer en el Reino Unido por su énfasis en la creatividad, con un particular toque distintivo, para marcas de lujo tales como Patek Philippe, Glenfiddich, y Harrods, así como de otras marcas incluyendo la Cruz Roja Británica, Hoteles InterContinental, Timberland, Adidas y el Ministerio de Turismo de Ecuador. El Leagas Delaney Group es una empresa privada con oficinas en Londres, Hamburgo, Milán, Praga, Shanghái,  Tokio y Los Ángeles. Escandón, quien encabeza la oficina de Los Ángeles, es reconocida dentro del gremio publicitario por sus audaces puntos de vista acerca de la evolución conductual y cultural de los consumidores, innovando la manera en que las marcas se comunican con sus audiencias. Ha acuñado conceptos tales como el “cyborhood” o "barrio del organismo cibernético" para referirse a las comunidades digitales en función de su estilo de vida y preferencias por encima de cualquier otro dato demográfico incluyendo: edad, sexo, idioma, ubicación, etnicidad, etc. Los consumidores, se convierten en “los amos de su programación” al habitar el barrio cibernético, utilizando la tecnología a su alcance para determinar los contenidos que observan, reproducen o escuchan, en qué momento lo hacen y cómo lo hacen. Así pues, la red se ha transformado en “El Gran Ordenador” que a su vez, posibilita la creación de maneras más efectivas para que los anunciantes se dirijan a los consumidores y establezcan lazos significativos con ellos. Bajo su dirección creativa, diversas marcas han desarrollado publicidad premiada [5] tanto para los Estados Unidos como para América Latina. Su portafolio de clientes incluye: AT&T, Nissan North America, Albertsons, MCI, Smart & Final, Southern California Edison, 21st Century Insurance, Epson, Bimbo Bakeries USA, Jarritos, Staples, Cacique Cheese, Carl’s Jr., y In-N-Out Burger, entre muchos otros. Su compromiso con el fortalecimiento de los lazos entre los anunciantes y la comunidad la ha conducido a colaborar con clientes sin fines de lucro, específicamente Children's Tumor Foundation, Buenanueva Foundation y Alas para el alma/Wings for the Soul.

## Alas para el alma/Wings for the Soul
Además de su carrera como escritora, en 2005, Escandón lanzó el primer club de lectura y serie de autoras en la historia de las penitenciarías femeniles del estado de California, Alas para el alma/Wings for the Soul. Se llevó a cabo en el centro penitenciario California Institution for Women de Corona, California, con el apoyo del Women and Criminal Justice Network. Alas para el alma/Wings for the Soul le brindó a las presas la oportunidad de reunirse trimestralmente para leer y comentar obras escritas por mujeres –y cuya temática principal gira alrededor de mujeres– con las autoras participantes.

## Obras

### Novelas
- Santitos (Esperanza’s Box of Saints, en inglés, 1998)
- Transportes González e Hija, S.A. (González & Daughter Trucking Co., en inglés, 2005)

### No ficción
- Las mamis. Escritores latinos recuerdan a sus madres (Las Mamis. Favorite Latino Authors Remember their Mothers, 2000), con Gioconda Belli, Junot Díaz, Francisco Goldman y otros autores.

## Filmografía
- Santitos (1997) (guion, actuación)